# Église Saint-Martin de Cadillac
L'église Saint-Martin est une église catholique située à Cadillac, en France.

## Localisation
L'église est située dans le département français de la Gironde, sur la commune de Cadillac.

## Historique
L'édifice est classé au titre des monuments historiques en 2002.